# Сергий и Вакх

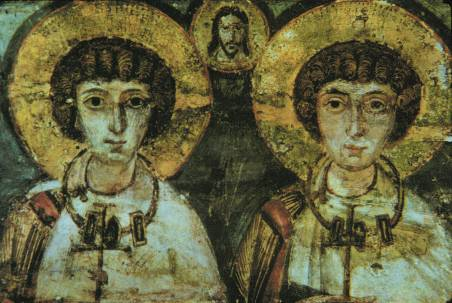
Деталь иконы святых Сергия и Вакха, Музей Ханенко, Киев

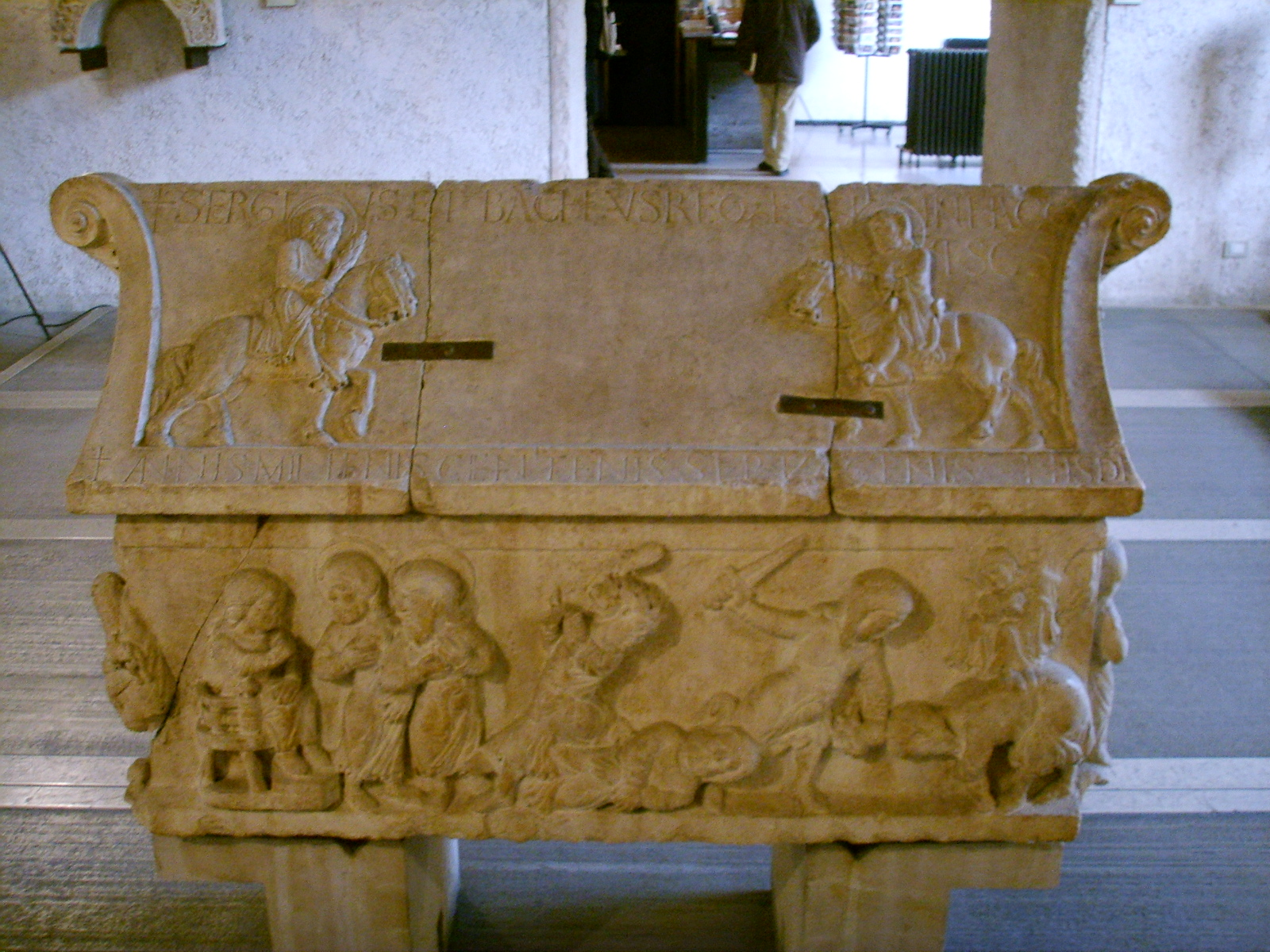
Барельеф с изображением святых Сергия и Вакха (1179 год), Верона, Музей Кастельвеккьо

Сергий и Вакх (также Саркис и Бахус, лат. Sergius et Bacchus) — солдаты Римской империи в III веке. Почитаются святыми мучениками в православной, католической и древневосточных православных церквях. День их памяти — 7 (20) октября.
Согласно их агиографии, Сергий и Вакх были офицерами в армии цезаря Галерия Максимиана, они занимали важные должности при нём и были его фаворитами до тех пор, пока не стало известно, что они тайные христиане. За это они были подвергнуты жестоким пыткам, во время которых Вакх погиб; впоследствии и Сергий был обезглавлен. В их честь было построено несколько церквей в разных городах, включая Константинополь и Рим.

## Предание
Согласно их житию, святые мученики Сергий и Вакх занимали высокие воинские должности при императоре Максимиане, по изложению святителя Димитрия Ростовского — были сановниками при дворе царя Максимиана. Так продолжалось, пока Максимиану не донесли, что они не почитают языческих богов. Император, чтобы удостовериться в справедливости доноса, приказал Сергию и Вакху принести жертву идолам, но они отказались, ответив, что чтут Бога Единого и только Ему поклоняются, после чего император приказал снять с мучеников знаки их воинского сана, одеть в женские одежды и водить по городу с железными обручами на шее, в посмеяние народу. Унизив их, император опять призвал Сергия и Вакха и пытался отвратить их от христианской веры, но святые были непреклонны. Тогда Максимиан приказал отослать их к правителю Сирии Антиоху, который ненавидел христиан. Антиох получил место правителя с помощью Сергия и Вакха, то есть был им лично обязан, и просил исповедников оставить христианство. Получив отказ, разгневанный Антиох приказал бить Вакха бичами, после чего он умер, а Сергия отвели на суд в другой город, где он был усечен мечом (обезглавлен).
Католический англоязычный вариант жития этих святых излагает события сходным образом, однако в этом варианте Максимиан именуется цезарем, а не императором.
Смерть мученика Сергия, согласно житию Димитрия Ростовского, наступила в городе Ресафа.
Святые мученики Сергий и Вакх претерпели кончину, по разным источникам, в 303 или в 305 году.

## Историчность
Некоторые исследователи ставят под сомнение историчность жития Сергия и Вакха, излагая следующие соображения.
Как отмечает Дэвид Вудз, история о святых рассказана в греческом тексте под названием «Страсти Сергия и Вакха». Этот текст содержит, по его мнению, множество анахронизмов и противоречий, которые затрудняют определение точного времени написания этого текста, но всё же его можно отнести к V веку.
Далее, отмечает Вудз, «Страсти» наполнены не только историческим анахронизмами, но и сверхъестественным событиями. Видимо, в силу этого они признаются им ненадёжным историческим источником: текст был датирован серединой V века, не существует никакого свидетельства о почитании Сергия и Вакха до 425 года (спустя более 100 лет после описанной смерти этих мучеников), а поэтому существует большое сомнение в историчности их личности.
Кроме того, утверждает он, нет убедительных доказательств того, что схолы Сергия и Вакха использовались императором Галерием или каким-либо другим императором до Константина I. Преследование христиан началось в армии задолго до того, как оно началось повсеместно, так что сомнителен факт, что даже тайные христиане смогли дослужиться до высоких рангов в армии. Не существует также никаких доказательств существования в то время монахов, как описано в житии: там монах находит тело Сергия на берегах Евфрата.
Итальянский историк Пио Франчи Де Кавальери настаивает на том, что «Страсти Сергия и Вакха» основаны на ранее потерянных «страстях» Ювентина и Максимина — это два святых, которые были казнены при императоре Юлиане II Отступнике в 363 году. Он отмечает, что именно при Юлиане солдат-христиан наказывали, одевая в женские платья всем напоказ. Дэвид Вудз подтверждает эту идею, указывая на историка Зосима, который в своей Historia Nova описывает случай, когда Юлиан наказывает солдат-отступников именно таким способом, тем самым подтверждая, что автор «Страсти Сергия и Вакха» позаимствовал материал из историй о мучениках времён скорее Юлиана, нежели Галерия.

## Прославление

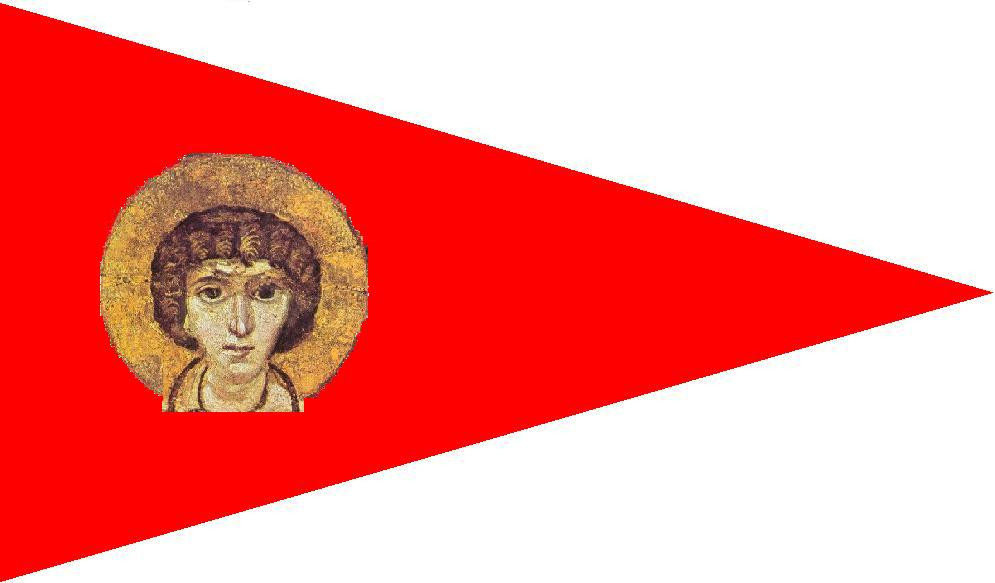
Знамя Гассанидов с изображением лика св. Сергия

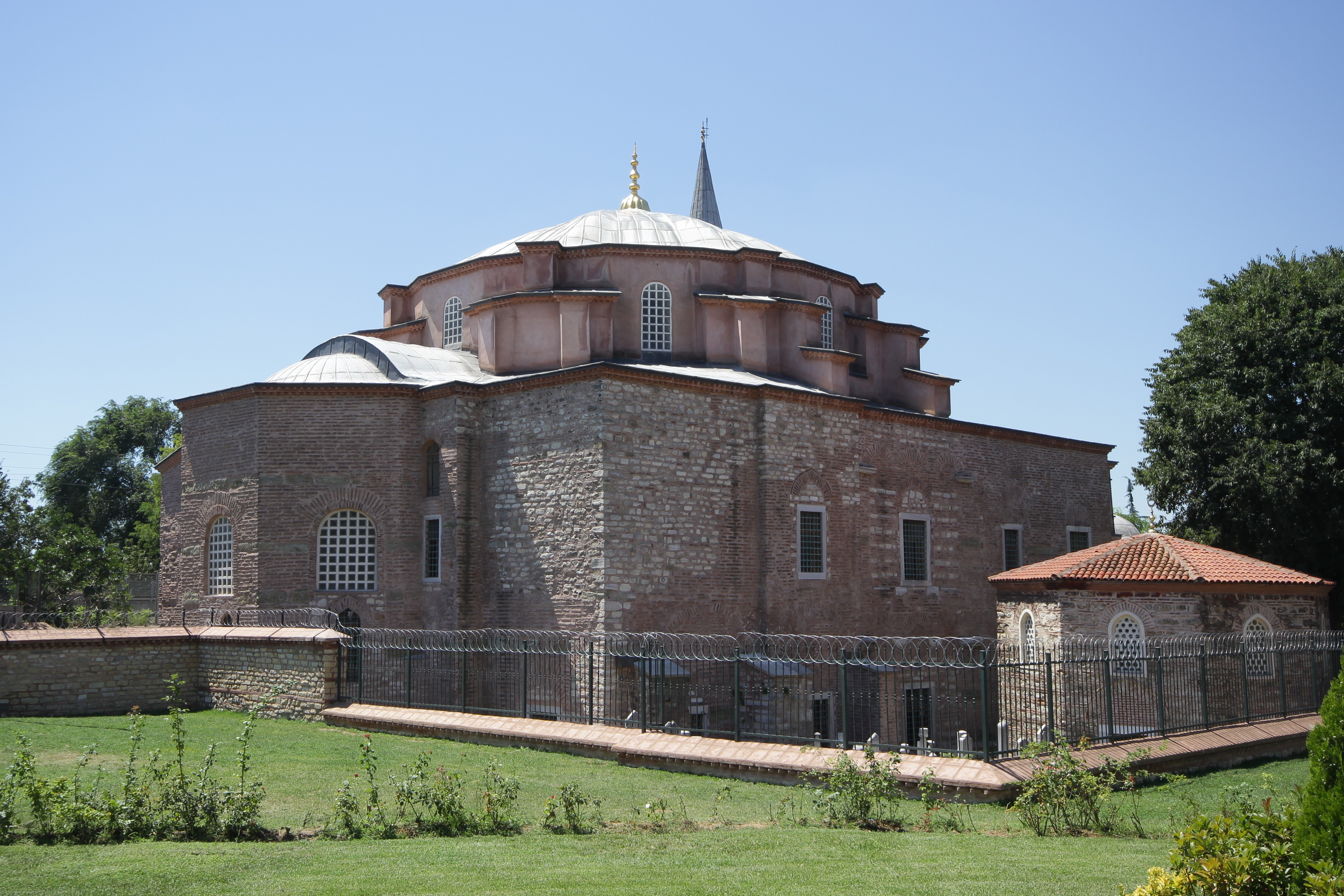
Церковь Святых Сергия и Вакха в Стамбуле, вид с северо-востока

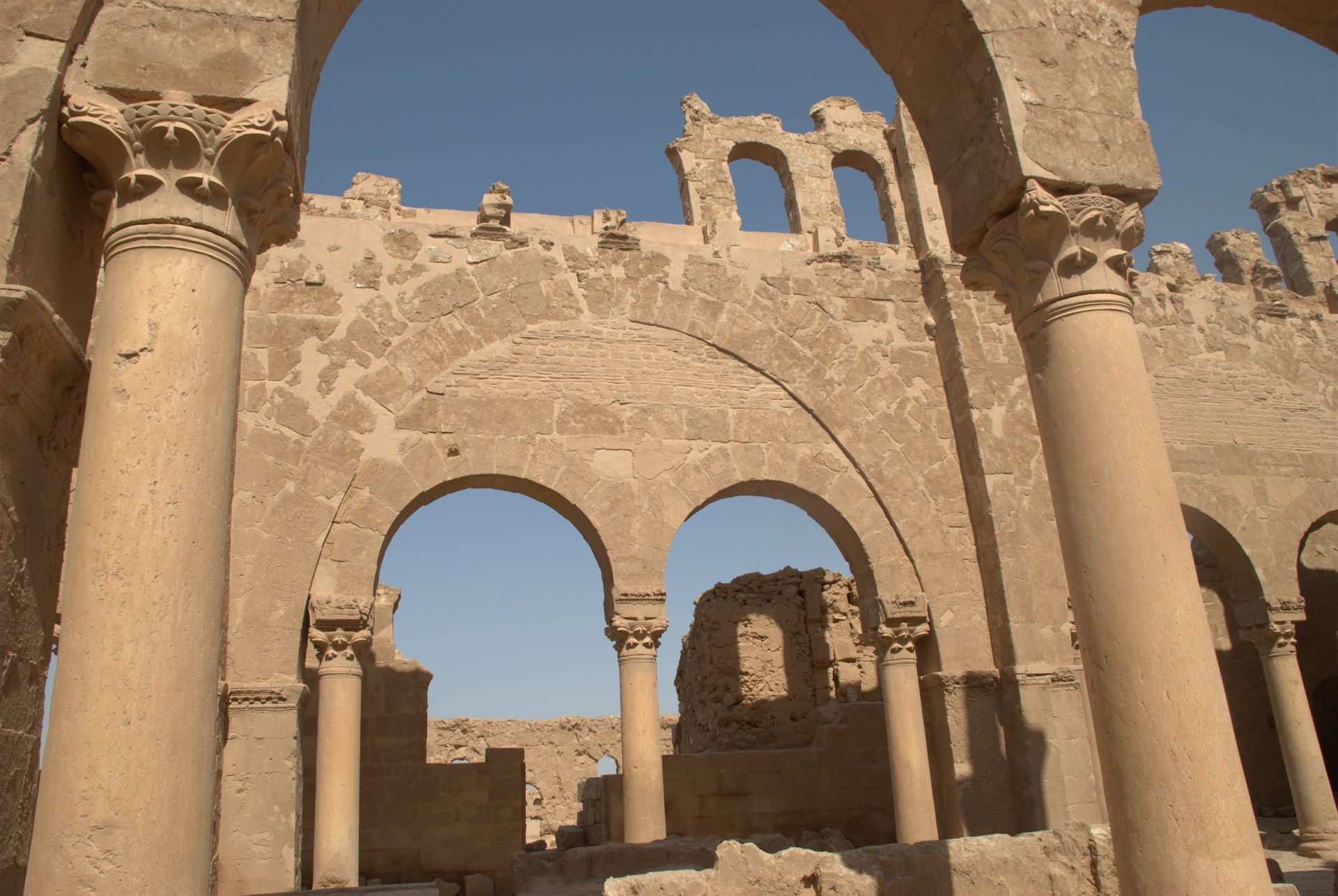
Руины базилики святых Сергия и Вакха в Ресафе (Сирия)

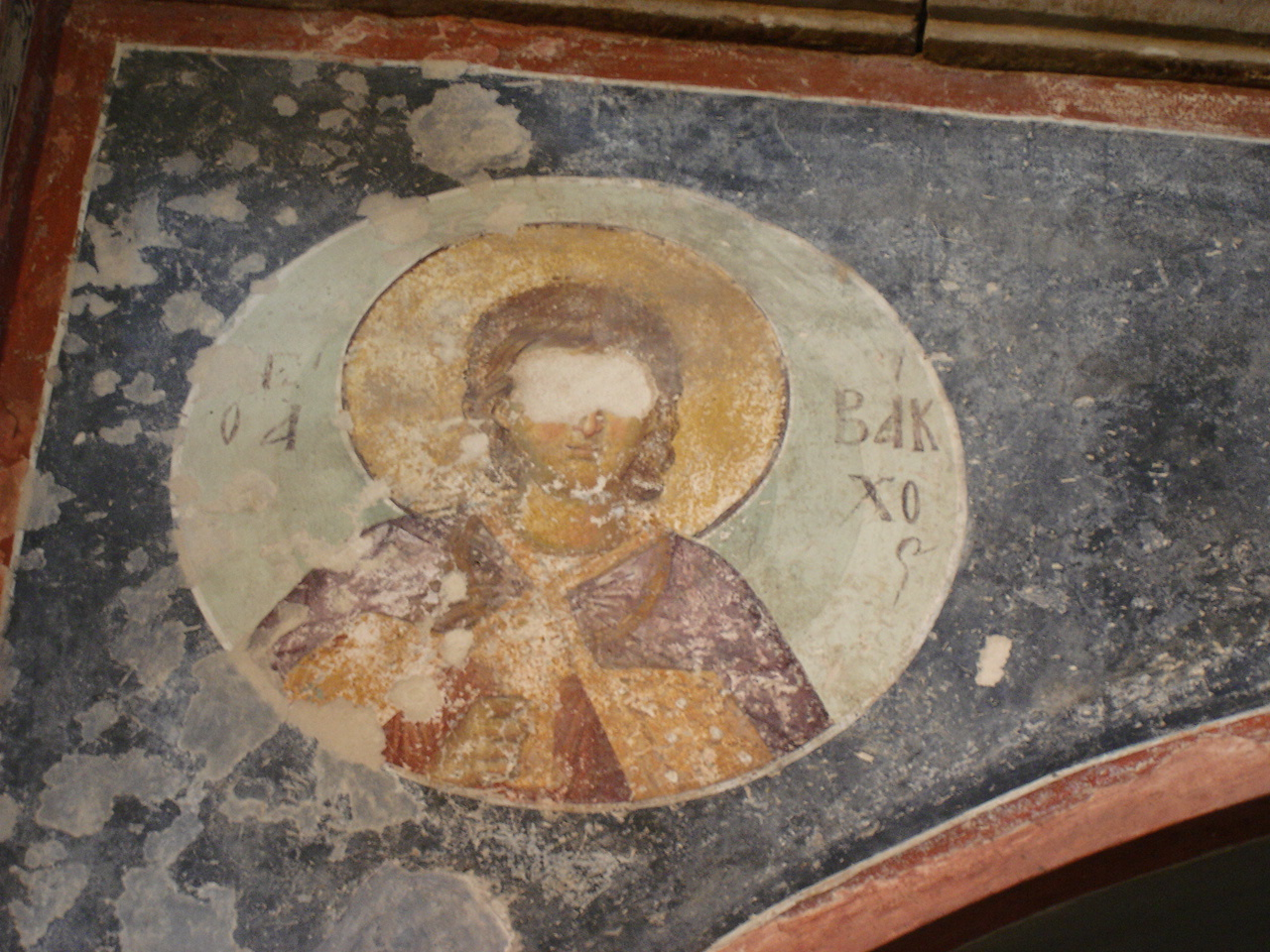
Лик Святого Вакха в храме Хора в Стамбуле

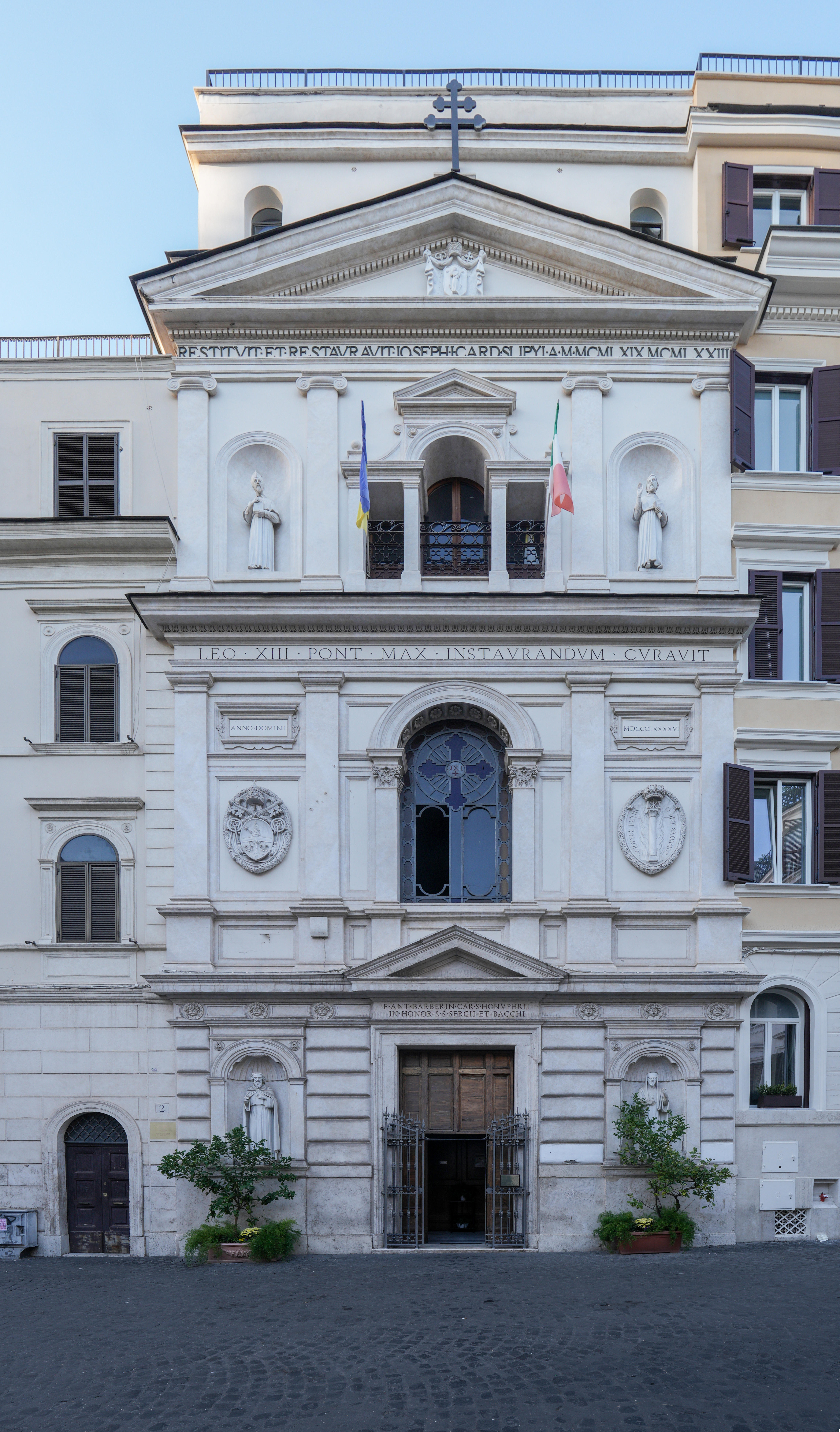
Внешний вид храма святых Сергия и Вакха в Риме

После гибели мученика Сергия в Ресафе этот город стал местом паломничества христиан, поклонявшихся мощам мученика Сергия, отчего и сам город стал называться также Сергиополем. С V века Ресафа становится резиденцией епископа. В том же веке иерапольский епископ Александр выстроил великолепную церковь в честь этих мучеников. Память святых мучеников Сергия и Вакха издревле весьма чтилась на всем востоке, и к мощам их многие совершали благочестивые путешествия.

### Мощи
Мощи святых мучеников Сергия и Вакха, первоначально находившиеся в Ресафе, давно покинули этот опустевший город (в XIII веке он был оставлен жителями). В настоящее время мощи находятся в Венеции.
Нетленные главы мучеников хранились некоторое время в Константинополе, где видели их русские паломники: инок Антоний (1200) и Стефан Новгородец (около 1350 года).

### Храмы
Храмы, посвящённые святым мученикам Сергию и Вакху, появились в различных частях Римской империи. Даже руины посвящённой им базилики в Ресафе производят немалое впечатление (см. фотографии храмов Сергия и Вакха в Ресафе (Сирия), Маалюле (Сирия), Каире (Египет), Босре (Сирия), Стамбуле (Турция) и др. местах).
Находящаяся в Коптском квартале Каира и принадлежащая Коптской церкви Церковь Святых Сергия и Вакха (Абу Серга)
была построена, по некоторым данным, в IV—V веках (впоследствии перестраивалась). По преданию, возвели её именно там, где останавливалось на ночлег Святое семейство — Дева Мария с младенцем Иисусом и супругом Иосифом.
Церковь Святых Сергия и Вакха, построенная в Константинополе (ныне Стамбул) в 527—529 годах близ дома, в котором император Юстиниан провёл свои молодые годы, была любима семьей императора и послужила прообразом для базилики Сан-Витале и собора святой Софии (отчего и получила второе название — «малая Айя-София»). После падения Константинополя церковь свв. Сергия и Вакха продолжала действовать до начала XVII века, а затем была обращена в мечеть.
В Маалюле (Сирия) до самого недавнего времени сохранялась и действовала древняя церковь святых Сергия и Вакха, однако в сентябре 2014 года пришла печальная весть о том, что сирийские боевики «разрушили древнюю христианскую церковь Святых Сергия и Вакха в Маалюле, похитив либо уничтожив её всемирно известные иконы».
В Босре (Сирия) находятся развалины древнего храма, посвящённого этим мученикам.
В честь Сергия и Вакха были построены и многие другие церкви. Например, в IX веке была сооружена церковь святых Сергия и Вакха в Риме (Santi Sergio e Bacco). Древнее сооружение, впрочем, не дошло до наших дней, нынешний римский храм в честь этих святых (принадлежащий Украинской греко-католической церкви) был построен гораздо позже — в XVIII веке (отдельные элементы датируются XVII веком).
В Москве этим святым была посвящена церковь Сергия и Вакха Сергие-Вакхской старообрядческой общины, располагавшаяся в Гжельском переулке, которая не сохранилась до наших дней.
В России в настоящее время, судя по всему, нет храмов, посвящённых мученикам Сергию и Вакху. В своё время, однако, им был посвящён храм села Кузьмичи Смоленской области, который теперь освящен в честь Вознесения Господня, а мученикам Сергию и Вакху посвящён его левый придел. Во имя святых мучеников Сергия и Вакха в 1831 году был освящён престол (придел) на первом этаже ныне утраченной Троицкой церкви в Санкт-Петербурге на Смоленском православном кладбище.

### День памяти в Русской православной церкви
Русская православная церковь совершает день памяти Сергия и Вакха 7 (20) октября шестеричным богослужением. Именно 7 октября был пострижен в монашество преподобный Сергий Радонежский. Он получил своё монашеское имя в честь мученика Сергия.

### Гомосексуальное сообщество
Ряд исследователей считает, что Сергия и Вакха можно рассматривать как гомосексуальную пару. Историк Джон Босвелл указывал, что слово "erastai", использовавшееся для описания их союза, может переводиться как «любовники». Несмотря на то, что это мнение не получило широкого распространения, Сергий и Вакх особенно почитаются гомосексуальными христианами.

## Недоразумения
Мученика Сергия Римлянина, пострадавшего в Ресафе, именуют также Саркисом (в частности, монастырь его имени в Маалюле именуется Мар Саркис, что по-арабски означает «святой Сергий»). По этой причине его можно спутать с национальным героем Армении — святым Саркисом, пострадавшим за отказ стать огнепоклонником и принести языческие жертвоприношения во времена императора Юлиана Отступника вместе со своим сыном и 14 воинами.